# Kate Cann
Kate Cann, född 1954, är en brittisk journalist och författare bosatt i Twickenham i Storbritannien. 
Kate Cann började sin yrkeskarriär på bokförlaget Times Lifes Books, där hon arbetade fyra år med att bland annat läsa manus. År 1996 släpptes hennes första bok som följts av en bok om året i tolv år. Hon studerade engelska och amerikansk litteratur på Kents universitet. Kate Cann är ungdomsbok-författare och har skrivit ett tiotal böcker. Cann är gift och har två barn.